# Inga Abitova
Inga Ėduardovna Abitova (in russo Инга Эдуардовна Абитова?; Novokujbyševsk, 6 marzo 1982) è un'ex mezzofondista e maratoneta russa.

## Biografia
Nel 2012 è stata squalificata per doping per due anni; successivamente la squalifica è stata ampliata fino al 2016 ed ha portato all'annullamento retroattivo dei suoi risultati fino al 2008.

## Palmarès
| Anno | Manifestazione   | Sede      | Evento         | Risultato | Prestazione | Note |
| ---- | ---------------- | --------- | -------------- | --------- | ----------- | ---- |
| 1999 | Mondiali allievi | Bydgoszcz | 3000 m piani   | 11ª       |             |      |
| 2001 | Europei di cross | Thun      | Corsa juniores | 4ª        | 11'02"      |      |
| 2001 | Europei di cross | Thun      | A squadre      | Oro       | 35 p.       |      |
| 2006 | Europei          | Göteborg  | 10000 m piani  | Oro       | 30'31"42    |      |
| 2007 | Mondiali         | Osaka     | 10000 m piani  | 11ª       | 32'40"39    |      |
| 2008 | Giochi olimpici  | Pechino   | 10000 m piani  | dq        | dq          |      |

## Campionati nazionali
2004
- 6ª ai campionati russi di maratona - 2h43'48"

2005
- 7ª ai campionati russi, 10000 m piani - 32'25"83
- 11ª ai campionati russi indoor, 3000 m piani - 9'15"05

2006
- Argento ai campionati russi, 10000 m piani - 31'32"24

2007
- Oro ai campionati russi, 10000 m piani - 31'26"08

2008
- Oro ai campionati russi, 10000 m piani - 30'46"70

## Altre competizioni internazionali
2005
- 4ª alla Mezza maratona di Delhi ( Nuova Delhi) - 1h11'24"

2007
- 9ª alla Maratona di Londra ( Londra) - 2h34'25"

2008
- 15ª alla Mezza maratona di Lisbona ( Lisbona) - 1h13'36"